# 泛美金字塔
泛美金字塔（Transamerica Pyramid）是美国旧金山第二高的摩天大楼（僅次於2018年完工的Salesforce塔），為後現代主義建築。
泛美金字塔位于历史悠久的蒙哥马利区，建筑高度为260米，共有48层，用途为商业和办公。从1969年开始建造，1972年完工，於2008年之前曾經是世界上100高建筑之一。大楼落成后，泛美公司将总部从街对面一座办公楼搬入这座大楼。如今这座大楼已经不是泛美公司的总部，但是依然和该公司紧密联系在一起，并挂有公司标记。1999年，泛美金字塔归荷兰AEGON全球人壽保險所有，AEGON将其作为一项投资。

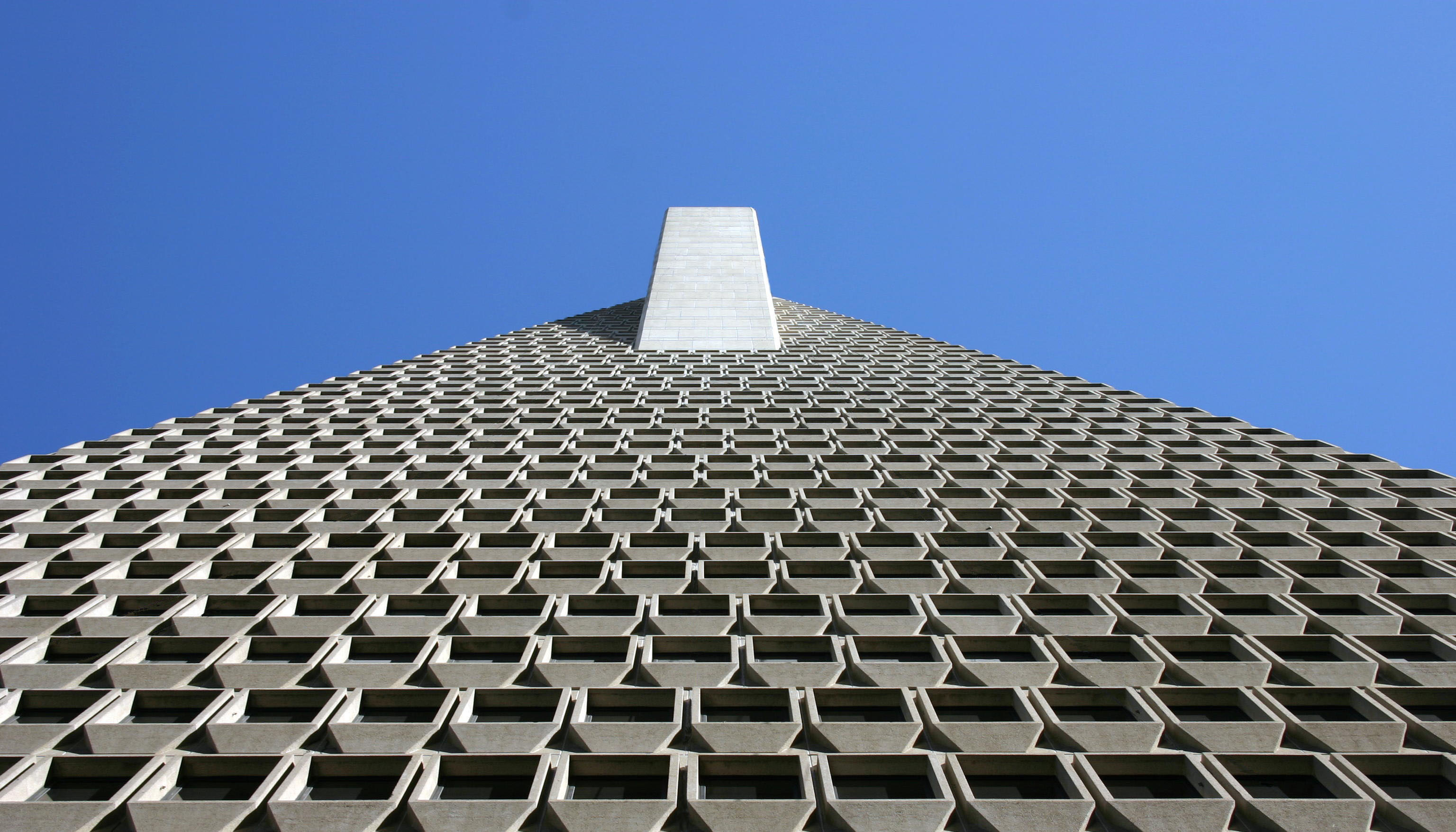
泛美金字塔顶部

大楼金字塔造型是一个创新的设计方案，成为旧金山天际线最重要的组成元素之一。建筑师威廉·佩雷拉的设计方案在计划和建造的时候曾遭到相当多的反对，有时甚至是谩骂。大楼为四面金字塔造型。大楼的东面是电梯井，西面是楼梯井。大楼最高处的64.6米为尖顶。尖顶的顶端是一个虚拟观景平台，四个方位安装了攝影機，休息室裡有四个监视器，游客可以控制方向和距离。位于27层的观景平台在九一一袭击事件后关闭，取而代之为虚拟观景台。大楼顶部覆盖以铝板，在休假季节、感恩节和独立日，楼顶会亮起一束白光。